# Ptychosyrinx
Ptychosyrinx là một chi ốc biển, là động vật thân mềm chân bụng sống ở biển trong họ Turridae.

## Các loài
Các loài thuộc chi Ptychosyrinx bao gồm:
- Ptychosyrinx carynae (Haas, 1949)[2]
- Ptychosyrinx chilensis Berry, 1968[3]
- Ptychosyrinx lobata (Sowerby III, 1903)[4]
- Ptychosyrinx nodulosus (Gmelin, 1791)[5]